# Світовий єврейський конгрес
Світовий єврейський конгрес (англ. World Jewish Congress, WJC) — міжнародне об'єднання єврейських організацій. Політичне завдання конгресу — представництво всіх євреїв, які живуть у діаспорі.
Світовий єврейський конгрес був заснований 13 серпня 1936 року в Женеві за ініціативою лідерів сіоністського руху С. С. Вайза (1874–1949) і Н. Гольдмана (1895–1982) при підтримці Американського єврейського конгресу і Комітету єврейських громад з 32 країн.
Штаб-квартира знаходиться в Нью-Йорку. Представництва є в Брюсселі, Парижі, Москві, Буенос-Айресі та Женеві.

## Історія
Світовий єврейський конгрес був заснований у Женеві (Швейцарії) у серпні 1936 року у відповідь на підйом нацизму та хвилю європейського антисемітизму. 
У часи Другої світової війни діяльність ЄВК спрямовувалася на мобілізацію світового співтовариства для боротьби проти нацизму. У повоєнні роки ЄВК брав участь у відновленні єврейських громад в Європі, займався питаннями компенсації моральних і матеріальних збитків, що зазнало єврейське населення з боку гітлерівської Німеччини, надавав допомогу в розшуку фашистських злочинців і розслідуванні злочинів нацизму, відіграв активну роль в утворенні держави Ізраїль.
Конгрес репрезентує громади та організації майже 100 країн світу. Найбільшими його філіями є Євро-азійський єврейський конгрес, Європейський єврейський конгрес, Ізраїльське відділення, Латиноамериканський єврейський конгрес, Північноамериканський єврейський конгрес, Всесвітній союз єврейський студентів. 
Від 2007 ЄВК очолює американський мільярдер Р. Лаудер. Конгрес співробітничає з ООН, ЮНЕСКО, Міжнародним комітетом Червоного Хреста та іншими інституціями. 
Від 1990-х налагоджено взаємини між ЄВК та громадськими об’єднаннями євреїв України. Відтоді Єврейська конфедерація України — член ЄВК та організацій, що входять до складу останнього, — Європейського єврейського конгресу, Європейської ради єврейських організацій та громад. Співпраця між ними охоплює культурно-освітню діяльність, благодійність тощо. 
1996 членом виконавчого комітету ЄВК став головний рабин м. Києва і України Я. Д. Блайх, від 2001 він є також віце-президентом Європейського єврейського конгресу та Європейської ради єврейських організацій і громад.
За підтримки ЄВК та його філій в Україні проводяться міжнародні конференції й зустрічі. У вересні 2006 Європейський єврейський конгрес виступив співорганізатором проведення у Києві форуму пам’яті про Голокост, присвяченого 65-й річниці трагедії Бабиного Яру. 
У жовтні 2008 центром обговорення освітянських проблем світового єврейства стала Ялта, де відбулася конференція «Лимуд. Ялта 2008» за участю М. Бронфмана — голови ради спостерігачів ЄВК, керівників єврейських організацій багатьох країн світу та близько 1,5 тис. гостей. 
У квітні 2009 в Україні відбулися переговори щодо адаптації проекту фонду В. Пінчука «Назви своє ім’я» до програми Євроазійського єврейського конгресу «Толерантність — уроки Голокосту». Розширенню зв’язків між українським та світовим єврейством сприяло ухвалене 2008 рішення про збільшення кількості делегатів України в асамблеях ЄВК з 6 до 12.
Віцепрезидентом організації є український бізнесмен та президент Єврейської конфедерації України Борис Ложкін.

## Президенти
- Стівен Вайз (1936—1949)
- Нахум Гольдман (1949—1977)
- Філіп Клацник (1977—1979)
- Едгар Бронфман-старший (1979—2007)
- Рональд Лаудер (з 2007)